# Education City-moskee
Education City Moskee, is de nationale moskee van Education City Al Rayyan in Qatar. Het bevindt zich in het Minaretein-gebouw, dat rust op vijf grote zuilen die de vijf zuilen van de islam vertegenwoordigen, met op elk een vers uit de koran.
In 2016 werd het gebouw door het Koninklijk Instituut van Britse Architecten genomineerd voor de eerste internationale prijs. In 2015 won het de prijs voor het beste religieuze gebouw op het World Architecture Festival (WAF) in Singapore.
De moskee is ontworpen door het architectenteam van Mangera Yvars.